# Pferdebahn Patzetz–Breitenhagen
| Streckenlänge: | 11,5 km             |                                |                                |
| Spurweite: | 600 mm (Schmalspur) |                                |                                |
| |                     |                                |                                |
| \| \| \| von Leipzig \| \| \| \| 0,0 \| Bahnhof Sachsendorf \| Bahnhof Sachsendorf \| \| \| \| nach Magdeburg \| \| \| \| \| von Bernburg-Dröbel \| \| \| \| 2,3 \| Patzetz, Ort \| Patzetz, Ort \| \| \| \| Güteranschluss \| \| \| \| \| Groß Rosenburg, Mühlhäuser \| \| \| \| 6,9 \| Groß Rosenburg, Depot \| Groß Rosenburg, Depot \| \| \| \| Depot \| \| \| \| \| Alte Zerbster Straße (Abzweig) \| \| \| \| \| Klein Rosenburg \| \| \| \| 11,5 \| Breitenhagen, Ortseingang \| Breitenhagen, Ortseingang \| |                     |                                |                                |
| Strecke |                     | von Leipzig                    | von Leipzig                    |
| U-Bahn-Kopfbahnhof Streckenanfang (Strecke außer Betrieb) · Bahnhof | 0,0                 | Bahnhof Sachsendorf            | Bahnhof Sachsendorf            |
| U-Bahn-Strecke (außer Betrieb) · Strecke nach links |                     | nach Magdeburg                 | nach Magdeburg                 |
| U-Bahn-Abzweig geradeaus und von links (Strecke außer Betrieb) |                     | von Bernburg-Dröbel            | von Bernburg-Dröbel            |
| U-Bahn-Haltepunkt / Haltestelle (Strecke außer Betrieb) | 2,3                 | Patzetz, Ort                   | Patzetz, Ort                   |
| U-Bahn-Abzweig geradeaus und nach rechts (Strecke außer Betrieb) |                     | Güteranschluss                 | Güteranschluss                 |
| U-Bahn-Haltepunkt / Haltestelle (Strecke außer Betrieb) |                     | Groß Rosenburg, Mühlhäuser     | Groß Rosenburg, Mühlhäuser     |
| U-Bahn-Bahnhof (Strecke außer Betrieb) | 6,9                 | Groß Rosenburg, Depot          | Groß Rosenburg, Depot          |
| U-Bahn-Abzweig geradeaus und nach links (Strecke außer Betrieb) · U-Bahn-Betriebs-/Güterbahnhof Streckenende und quer (Strecke außer Betrieb) |                     | Depot                          | Depot                          |
| U-Bahn-Haltepunkt / Haltestelle (Strecke außer Betrieb) |                     | Alte Zerbster Straße (Abzweig) | Alte Zerbster Straße (Abzweig) |
| U-Bahn-Abzweig geradeaus und nach links (Strecke außer Betrieb) · U-Bahn-Betriebs-/Güterbahnhof Streckenende und quer (Strecke außer Betrieb) |                     | Klein Rosenburg                | Klein Rosenburg                |
| U-Bahn-Kopfbahnhof Streckenende (Strecke außer Betrieb) | 11,5                | Breitenhagen, Ortseingang      | Breitenhagen, Ortseingang      |

Die Pferdebahn Patzetz–Breitenhagen war ein Pferdebahnbetrieb in den Ortsteilen Patzetz, Groß Rosenburg und Breitenhagen der heutigen Stadt Barby in Sachsen-Anhalt.

## Geschichte
Die Verkehrsanbindung der im 19. Jahrhundert selbständigen Gemeinden Patzetz, Groß Rosenburg, Breitenhagen sowie der Domäne Klein Rosenburg bestand aus einer Posthalterei und einer Spedition. Um die Anbindung zu verbessern, wurde 1883 der Staatsbahnhof Patzetz – der heutige Bahnhof Sachsendorf – eröffnet. Das sieben Kilometer entfernte Groß Rosenburg und die neun Kilometer entfernte Domäne Klein Rosenburg, sowie die Gemeinde Patzetz stimmten Anfang 1884 für den Bau einer Bahnstrecke zwischen den Ortschaften, die in der Spurweite von 600 Millimetern ausgeführt und als Pferdebahn betrieben werden sollte. Die Bauarbeiten begannen im Frühjahr 1884 und am 3. Oktober des Jahres wurde die Strecke vom Bahnhof Patzetz über Patzetz und Groß Rosenburg nach Klein Rosenburg eröffnet. Die Bahn gehörte der Domäne Klein Rosenburg. Befördert wurden neben Gütern auch Personen im Bedarfsverkehr, überwiegend Landarbeiter der Domäne und Angestellte der anliegenden Gemeinden.
Etwa 1900 wurde eine Strecke von Groß Rosenburg nach Breitenhagen gebaut. An der Endstation am Ortseingang von Breitenhagen entstand eine gemauerte Laderampe. 1907 wurde in Groß Rosenburg ein Depot auf dem Grundstück Alte Zerbster Straße 5 errichtet, das mittels einer Drehscheibe angeschlossen war. Im selben Jahr nahm der Spediteur Reicherdt den fahrplanmäßigen öffentlichen Personen- und Güterverkehr auf der Strecke auf. Täglich gab es vom Bahnhof Patzetz zwei Fahrten nach Breitenhagen und zwei weitere Fahrten bis Groß Rosenburg, Depot. Die Reisezeit für die 11,5 Kilometer lange Gesamtstrecke betrug 70 Minuten. Eine Fahrt kostete 20 Pfennig pro Person.
Am 1. Oktober 1922 wurde der Pferdebahnverkehr eingestellt. Die Zuckerfabrik Dröbel, deren dampfbetriebene Werkbahn bereits seit September 1920 die Pferdebahngleise mitbenutzte, übernahm die Gleisanlagen und Fahrzeuge und betrieb die Bahn als Feldbahn bis 1954 im Güterverkehr weiter. 1954 wurden die letzten Anlagen der ehemaligen Pferdebahn abgebaut und verschrottet. Der Abschnitt von Groß Rosenburg zur Ziegelei in Klein Rosenburg wurde ab 1921/22 mit Benzollokomotiven der Ziegelei als eigene Feldbahn weiterbetrieben und erst 1935 stillgelegt.

## Fahrzeuge
Anfangs besaß die Bahn einen Pferdebahnwagen für den Bedarfspersonenverkehr, einen Gepäckwagen sowie Güterloren. Für den regulären Personenverkehr wurde 1907 ein kombinierter Personen- und Gepäckwagen beschafft, der über acht Sitzplätze verfügte. Über den Verbleib der Fahrzeuge nach 1950 ist nichts bekannt.